# راي كراوزيك
راي كراوزيك (بالإنجليزية: Ray Krawczyk)‏ هو لاعب كرة قاعدة أمريكي، ولد في 9 أكتوبر 1959 في سيويكلي في الولايات المتحدة.

## وصلات خارجية
- راي كراوزيك على موقعبيزبول رفرنس.كوم (الدوري الرئيسي) (الإنجليزية)
- راي كراوزيك على موقعبيزبول رفرنس.كوم (الدوري الثانوي) (الإنجليزية)
- راي كراوزيك على موقع مشجعي الرسوم البيانية (الإنجليزية)